# Sjezd evangelické mládeže
Sjezd evangelické mládeže (někdy také Sjezd (nejen) evangelické mládeže) je každoroční akcí Odboru mládeže Českobratrské církve evangelické pro mladé lidi. Koná se každoročně na přelomu září a října. Probíhají zde programy duchovní, aktivní, diskusní, sportovní i spirituální včetně prostoru pro ztišení. Každý rok se akce koná v jiném městě České republiky.

## Historie
Sjezdy mládeže se konaly už za první republiky. Po únoru 1948 byly veškeré církevní akce kontrolovány a akce pro mládež tak probíhaly víceméně na sborové úrovni, kdy interními oběžníky byla mládež zvána většinou v ránci kraje či seniorátu. Později byly sjezdy v pololegalitě organizovány na farách vybraných sborů (Odry, Jeseník aj.).
Po roce 1990 se sjezdy již mohou konat oficiálně. Vedení církve (Odbor mládeže) většinou domlouvá hlavní shromažďovací prostor (například kultuní dům) a spolupráci s místním sborem Českobratrské církve evangelické i sbory dalších církví. Účastníci přespávají většinou v budovách základních škol, v jejichž jídelnách je zajištěno stravování.

### Sjezdy po roce 1990
- Setkání evangelické mládeže, Liberec 6. – 7. října 1990
- Setkání evangelické mládeže, Jihlava 12. – 13. října 1991
- Hlavou proti zdi: Sjezd (nejen evangelické mládeže, Čáslav 1. – 3. října 1993
- Já & Ty: Sjezd (nejen) evangelické mládeže, Plzeň 30. září – 2. října 1994
- Na cestě: Sjezd (nejen) evangelické mládeže, Brno 22. – 24. září 1995
- O toleranci aneb Odtud až potud: Sjezd (nejen) evangelické mládeže, České Budějovice 4. – 6. října 1996
- Mezi proudy: Sjezd (nejen) evangelické mládeže, Prostějov 3. – 5. října 1997
- Ve svobodě: Všechno je dovoleno? Sjezd (nejen) evangelické mládeže, Litoměřice 2. – 4. října 1998
- O naději nad ději: Sjezd (nejen) evangelické mládeže, Uherské Hradiště 1. – 3. října 1999
- ...Musí ta láska být?: Sjezd (nejen) evangelické mládeže, Chrudim 6. – 8. října 2000
- Zbožnost má možnost: Sjezd (nejen) evangelické mládeže, Olomouc 5. – 7. října 2001
- Autorita: Sjezd (nejen) evangelické mládeže, Mladá Boleslav 4. – 6. října 2002
- Homo christianus: Sjezd (nejen) evangelické mládeže, Vsetín 3. – 5. října 2003
- Ouha touha: Sjezd (nejen) evangelické mládeže, Kutná Hora 1. – 3. října 2004
- Já?!: Sjezd (nejen) evangelické mládeže, Žďár nad Sázavou 30. září – 2. října 2005
- Bez tebe to nejde: Sjezd (nejen) evangelické mládeže, Havlíčkův Brod 29. září – 1. října 2006
- Mezi námi: Sjezd (nejen) evangelické mládeže, Litomyšl 27. – 30. září 2007
- Fwd:Re: Generace: Sjezd (nejen) evangelické mládeže, Prostějov 3. – 5. října 2008
- Pod vlivem ...: Sjezd (nejen) evangelické mládeže, Kolín 25. – 28. září 2009
- Zbořené chrámy: Sjezd (nejen) evangelické mládeže, Svitavy 24. – 27. září 2010[1]
- Voko bere. Příležitosti a rizika v životě: Sjezd (nejen) evangelické mládeže, Jihlava 30. září – 2. října 2011
- Moment. Čas a jeho naplnění: Sjezd (nejen) evangelické mládeže, Šumperk 27. – 30. září 2012
- Na jednom poli: Sjezd (nejen) evangelické mládeže, Jindřichův Hradec 4. – 6. října 2013
- Spatřujeme světlo: Sjezd (nejen) evangelické mládeže, Kroměříž 3. – 5. října 2014[2]
- Přes čáru: Sjezd (nejen) evangelické mládeže, Litoměřice 2. – 4. října 2015
- Dál tou vodou: Sjezd (nejen) evangelické mládeže, Třebíč 7. – 9. října 2016[3]
- Wanted: Bůh: Sjezd (nejen) evangelické mládeže, Jablonec nad Nisou 6. – 8. října 2017[4]
- Radujme se vždy společně: Sjezd (nejen) evangelické mládeže, Pardubice 27. – 30. září 2018
- Open space: Sjezd (nejen) evangelické mládeže, Nové Město na Moravě 4. – 6. října 2019
- Konec? Začátek!: Sjezd (nejen) evangelické mládeže, Vsetín 28. září 2020 – online sjezd[5]
- (Ne)přátel se nelekejme, na množství nehleďme: Sjezd (nejen) evangelické mládeže, Tábor 24. – 26. září 2021[6]
- Ve víru víry: Sjezd (nejen) evangelické mládeže, Ostrava 23. – 25. září 2022[7][8]
- Cesta do středu sebe : Sjezd (nejen) evangelické mládeže, Čáslav, 6.-8. října 2023[9][10]